# State University of New York
State University of New York (SUNY /ˈsuːniː/) este o rețea de instituții publice de învățământ superior din New York, Statele Unite ale Americii. Este unul dintre cele mai mari sisteme complete de universități, colegii și colegii comunitare din Statele Unite, cu un număr total de 465.000 de studenți, plus 1,1 milioane de persoane ce urmează cursuri de pregătire continuă, repartizați în 64 de instituții de pe întregul teritoriu al statului. Condus de cancelarul Nancy L. Zimpher, sistemul SUNY are 88.000 de angajați și un buget de 10,7 miliarde de dolari. SUNY include mai multe instituții și patru centre universitare: Albany (1844), Buffalo (1846), Binghamton (1946) și Stony Brook (1957). Birourile administrative ale SUNY se află în Albany, capitala statului, dar există birouri administrative și în Manhattan și Washington, D.C. Cea mai mare instituție din cadrul SUNY este Universitatea din Buffalo, care beneficiază de dotarea cea mai performantă și de cele mai mari fonduri pentru finanțarea cercetării.
Rețeaua State University of New York a fost înființată în 1948 de către guvernatorul Thomas E. Dewey, prin punerea în aplicare a recomandărilor făcute de Comisia Temporară cu privire la necesitatea unei universități statale (1946-1948). Comisia a fost prezidată de către Owen D. Young, care era la acea vreme președinte al companiei General Electric. Rețeaua a fost extinsă în mare măsură în timpul administrației guvernatorului Nelson A. Rockefeller, care a avut un interes personal în proiectarea și construcția noilor instituții componente ale SUNY pe teritoriul întregului stat.
SUNY cuprinde toate instituțiile de învățământ superior de pe teritoriului statului New York, care sunt finanțate de stat, cu excepția instituțiilor componente ale City University of New York (CUNY), care sunt finanțate de administrația orașului New York.